# ژان بتیست لامارک
ژان باتیست لامارک (به فرانسوی: Jean-Baptiste Lamarck) با نام کامل ژان باتیست پیر آنتوان دو مونه شوالیه دو لا مارک (به فرانسوی: Jean-Baptiste Pierre Antoine de Monet , Chevalier de la Marck) یک سرباز، زیست‌شناس، دانشگاهی و یکی از اولین کسانی بود که پیشنهاد کرد فرگشت جانداران بوقوع پیوسته‌است و بر مبنای قوانین طبیعی پیش رفته‌است. وی واضع دیدگاه لامارکیسم است.

## زندگی
هنگامی که به‌خاطر بیماری ناچار شد ارتش را ترک گوید، می‌خواست پزشکی بخواند اما وضع مالیش اجازه نداد ولی به گیاهشناسی دل بست و در بانکی در پاریس نیز به کار مشغول شد. چهار بار ازدواج کرد ولی مرگ به هیچ‌کدام از همسرانش مجال نداد. یازده سال پیش از مرگش نابینا شد. یکی از پسرانش کر و دیگری مجنون بود. لامارک را جامعهٔ علمی فرانسه با تلاش‌های بوفون تا حدی به رسمیت شناخت.

## نظرات

لامارک برای بیان چگونگی وقوع تکامل دو نظریه استعمال و عدم استعمال اندام‌ها و ارثی‌بودن صفات اکتسابی را عنوان کرد. وی مشاهده کرد که اگر اندامی از بدن یک جاندار استفاده شود، بزرگ و کارآمدتر می‌شود و اگر عضوی بکار نیفتد، کوچک شده و تحلیل می‌رود؛ بنابراین جاندار در نتیجه ناهماهنگی در استفاده و عدم استفاده اندام‌های مختلف بدن در طول عمر فرد، ممکن است تا حدی تغییر یابد و بعضی از صفات را کسب کند. لامارک این‌گونه صفات اکتسابی را ارثی و قابل انتقال به اخلاف دانست.
این تئوری بسیار موفقیت‌آمیز بود و به اشاعه اندیشه تکامل کمک کرد. اما سرانجام معلوم شد که نظر لامارک، نادرست است. اینکه استفاده و عدم استفاده از اندام‌ها به کسب صفتی می‌انجامد، درست است؛ ولی اشتباه لامارک در این بود که برخلاف عقیده او صفات اکتسابی به ارث نمی‌رسند. یکی از تلاش‌هایی که لامارکیسم را باطل ساخت، آزمایشی مشهوری بود که به‌وسیلهٔ آوگوست وایسمان، زیست‌شناس قرن ۱۹ صورت گرفت، که نشان داد از تولید مثل موشهایی که دمشان را بریده‌اند، موش‌های دارای دم طبیعی ایجاد می‌شود؛ وی در این آزمایش دم موش‌های تازه متولدشده را به‌محض تولد قطع می‌کرد، با این استنباط که عدم وجود و استفاده از دم در موش‌ها باعث شود که این صفت در موش‌های نسل بعدی از بین برود، وی این آزمایش را تا نسل بیستم از موش‌ها ادامه داد (دم ۲۰ نسل از موش‌های تازه متولد شده را قطع نمود)، اما برخلاف تصور دم موش‌ها نه تنها از بین نرفت بلکه حتی کوچکتر هم نشده بود.
بعدها تئوری تکامل و فرگشت توسط داروین گسترش یافت؛ وی در تئوری خود عنوان نمود که صفات موجود در اثر جهش به وجود می‌آیند (درست همانند کودکان ناقص‌الخلقه‌ای که از انسان‌ها متولد می‌شوند)، و چنانچه این صفات جدیدی که در اثر جهش به وجود آمده باشد برای جاندار مضر باشد نسل جانداران دارای این صفت کاهش می‌یابد اما در صورتی‌که این صفات جهش‌یافته برای جاندار سودمند و مفید باشد و به بقای بیشتر جاندار در محیط‌های خشن و نامناسب کمک نماید نسل جانداران دارای این صفات افزایش می‌یابد، درصورتی‌که جاندارانی که فاقد این صفت هستند به مرور می‌میرند و نسل‌شان کاهش می‌یابد.

## آثار
گیاهان فرانسه ۱۷۷۹
فلسفهٔ جانورشناسی ۱۸۰۹
تاریخ طبیعی جانوران بی مهره (در هفت جلد۱۸۱۵–۱۸۲۲)